# Piotr Szełochonow
Piotr Iłłarionowicz Szełochonow (ukr. Петро Іларіонович Шелохонов, biał. Пятро Ларывонавіч Шэлахонаў, ros. Пётр Илларио́нович Шелохо́нов; ur. 15 sierpnia 1929 w Hajdukach zm. 15 września 1999 w Petersburgu) – rosyjski aktor i reżyser teatralny i filmowy polsko-ukraińskiego pochodzenia.

## Życiorys

### Wczesne lata
Urodził się w Hajduki, Województwo wileńskie, Polska. Jego ojciec, Larion, był felczerem medycznym. Przeżył okupację sowiecką i niemiecką w czasie II wojny światowej.

### Kariera
Ukończył kolegium aktorstwa w Irkucku. Debiutował rolą Hamleta w szekspirowskiej sztuce Hamlet w 1959 roku. Mierzył 180 cm wzrostu.
W 1979 roku został uhonorowany tytułem Zasłużonego Artysty RFSRR. W 1989 roku otrzymał Medal „Weteran pracy”.

## Życie prywatne
Był żonaty. Miał syna i córkę.

## Filmografia
- (1997) Anna Karenina – majordom Kapitonicz
- (1997) Pasażerka – pasażer
- (1992) Richard II – lord marszałek
- (1991) Moj łuczszij drug, gienierał Wasilij, syn Iosifa Stalina – pułkownik Sawinych
- (1988) Chleb – imia suszczestwitielnoje – Kowal Akimow
- (1987) Moonzund – Andrejew
- (1986) Czerwona strzała – Jusow
- (1985) Sofja Kowalewska  – Iwan Sieczenow
- (1985) Drugi oddech – Semenich, kierownik sportu
- (1984) Testament Profesora Dowella – biznesmen
- (1983) Magistrala – Gadałow
- (1982) Golos – Leonid, kierownik produkcji
- (1981) Sindikat-2 – agent Fomiczew
- (1981) Prawda leitenenta Klimowa – starszy miczman Nikolaj Czerwonienko
- (1981) Dewushka i Grand – kierownik sportu
- (1980) Żyzń i prikluczenija czetyrioch druziej – gospodarz
- (1979) Yawka z powinnoj – pułkownik Turilin
- (1978) Vsyo reshayet mgnoveniye – trener Matwejew
- (1977) Perwyye radosti – Dorogomilow
- (1976) Mienia eto nie kasajetsia – detektyw Pankratow
- (1975) Obrietiesz w bitwę – Nikolaj Alieksandrowicz Siergiew, burmistrz
- (1974) Otwietnaja miera – Siergiej Iwanoowicz Pieriesada
- (1973) Arcymistrz – Ojczym Fedor Matweicsz
- (1972) Ujarzmienie ognia – Michaił Karielin
- (1971) Daurija – Siewierjan Ułybin
- (1970) Marzenia miłosne – kompozytor Michaił Glinka
- (1970) A zori zdes tikhie – Waskow
- (1969) Rozwiazka – szpieg Władimir Sotnikow
- (1968) Tri goda – Aleksej Fedorowicz Laptew
- (1967) Shagi v solnze – Soldat